# Този вид жена
„Този вид жена“ (на английски: That Kind of Woman) е американски драматичен филм от 1959 година на режисьора Сидни Лъмет с участието на София Лорен и Джак Уордън, заснет от кинокомпанията Парамаунт Пикчърс.

## Сюжет
1944 година, в разгара на Втората световна война. Кей (София Лорен) е изискана италианска жена, любовница на индустриалец-милионер от Манхатън, известен просто като „Мъжът“ (Джордж Сандърс), който я използва, за да може да заздрави връзките си в Пентагона. Докато пътува от Маями към Ню Йорк с влак, Кей и нейната приятелка Джейн (Барбара Никълс) се запознават със значително по-младия американски парашутист Ред (Таб Хънтър) и неговия командир, сержант Джордж Кели (Джак Уордън). Между Кей и Ред се появяват романтични чувства. В крайна сметка Кей се оказва разкъсвана между луксозния си живот в апартамента си в Сътън Плейс и перспективата да изживее истинската любов с младия войник.

## В ролите
| Изпълнител     | Роля                |
| -------------- | ------------------- |
| София Лорен    | Кей                 |
| Таб Хънтър     | Ред                 |
| Джак Уордън    | Сержант Джордж Кели |
| Барбара Никълс | Джейн               |
| Кийнън Уин     | Хари Коруин         |
| Джордж Сандърс | Мъжът               |

## Продукция
Снимките на филма протичат в Ню Йорк и Лонг Бийч, щата Ню Йорк.

## Номинации
- 1959 Номинация за „Златна мечка“ за най-добър филм от Международния филмов фестивал в Берлин.